# オーバーラント州

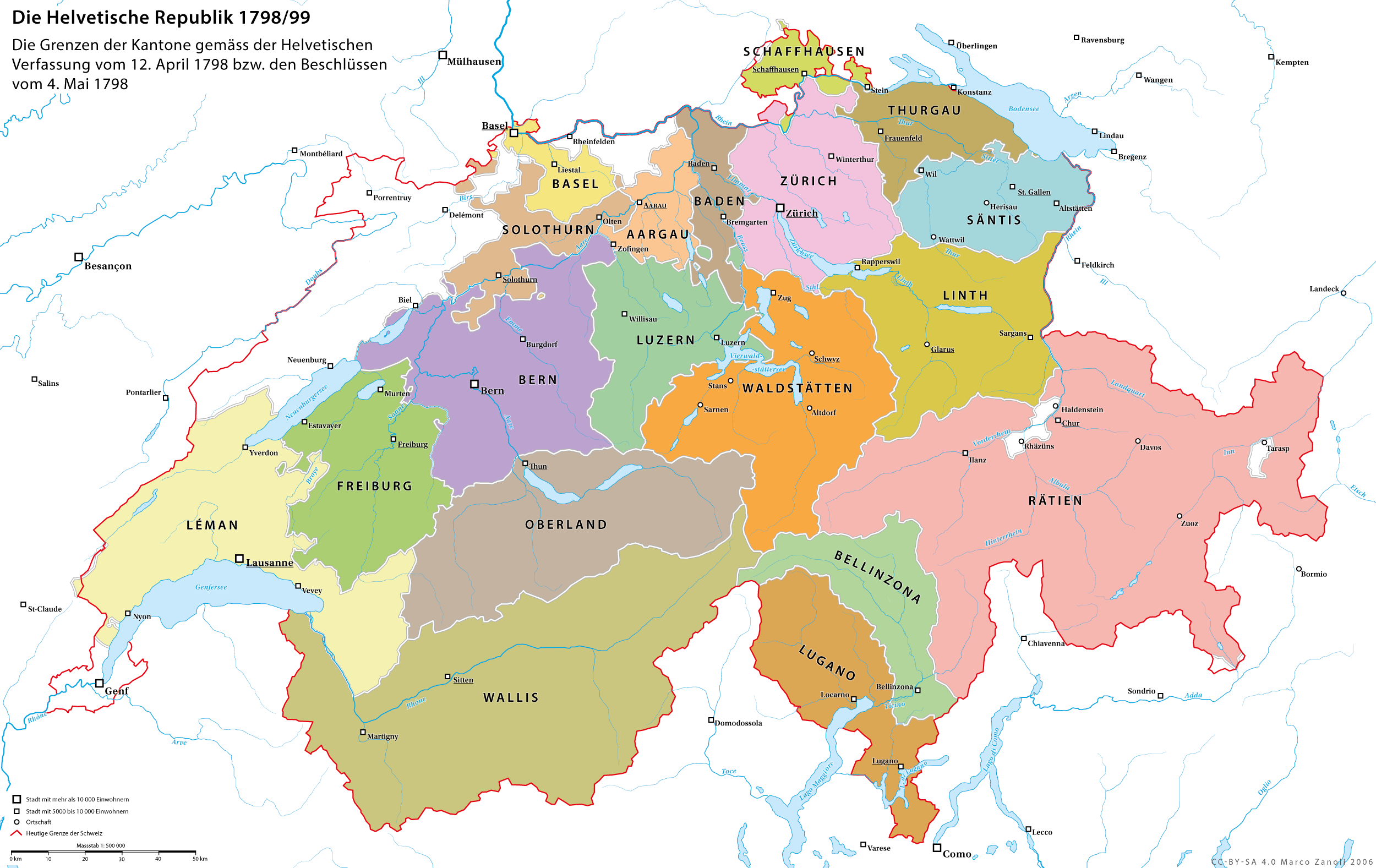
ヘルヴェティア共和国の行政区画図

オーバーラント州（独: Kanton Oberland、「高地州」の意）は、ヘルヴェティア共和国（1798 - 1803）にあった州の一つで、州都はトゥーン。現在のスイスのベルン高地、すなわち、ベルン州トゥーン区、インターラーケン＝オーバーハスリ区、フルティゲン・ニーダージンメンタール区、オーバージンメンタール＝ザーネン区の範囲にあたる。

## 歴史
1798年にナポレオン・ボナパルトのフランス軍が侵攻し、ヘルヴェティア共和国が建てられてベルン州の秩序が崩れ、オーバーラント州、ヴォー州、ウンターアールガウ州がベルン州から分離独立した。しかし、オーバーラント州では独立志向が弱く、保守的な傾向がむしろ強かったので、新しい州の設立は住民にあまり歓迎されなかった。
1801年に制定されたマルメゾン憲法では、オーバーラント州が再度ベルン州に復帰することが提案されている。しかしその後の2年間、州では騒乱とクーデターが相次ぎ、共和国の秩序は崩壊状態であった。
ようやく1803年のナポレオン調停法によって、ヘルヴェティア共和国の解体とともに、ベルン州との再統合が決定された。

## 行政区

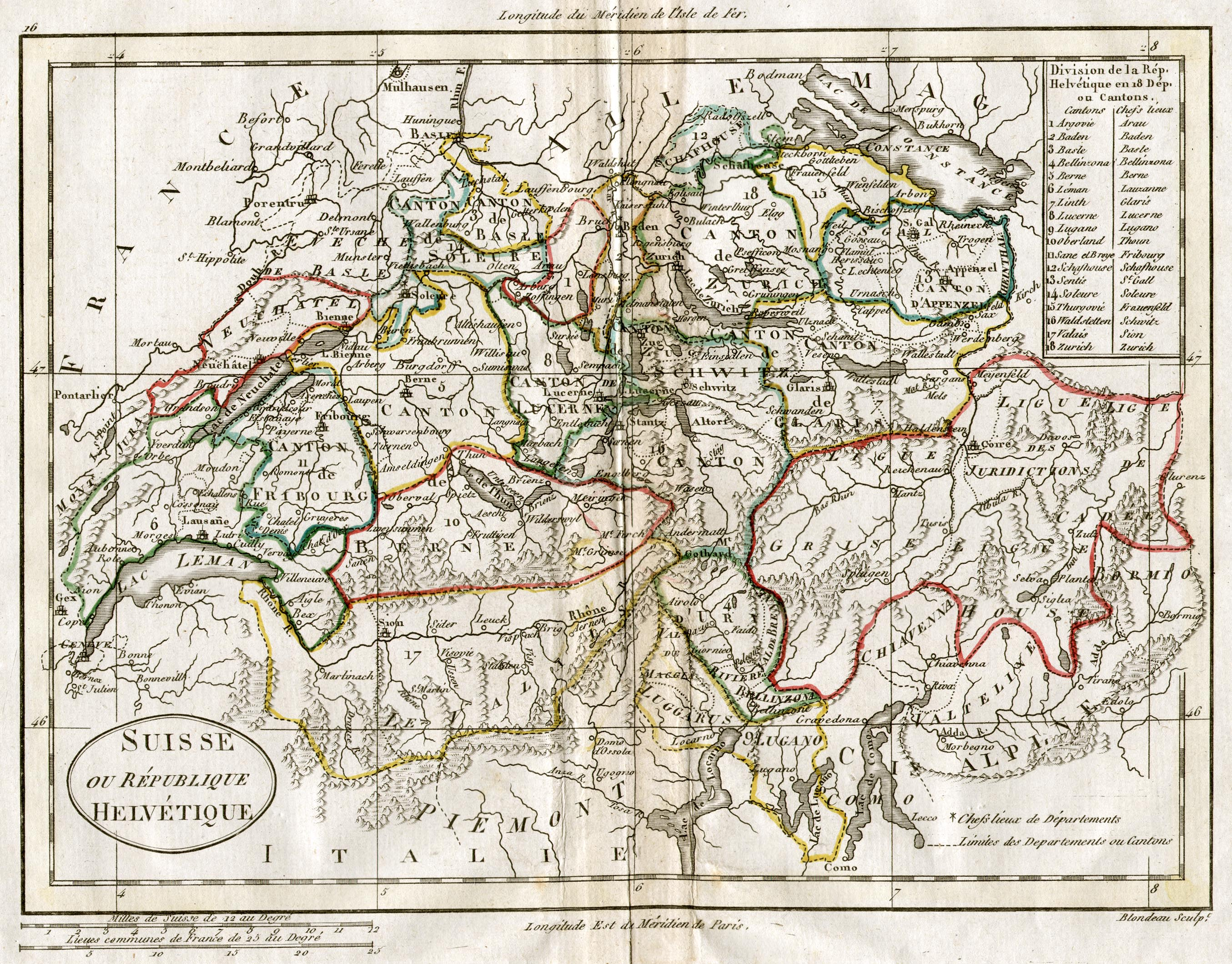
ヘルヴェティア共和国の古地図

オーバーラント州には、10の行政区があった。
| 徽章 | 行政区                     | 首府                       |
| ---- | -------------------------- | -------------------------- |
|      | アエシー区                 | アエシー・バイ・シュピーツ |
|      | ブリエンツ区               | ブリエンツ                 |
|      | フルーティゲン区           | フルーティゲン             |
|      | インターラーケン区         | ヴィルダースヴィル         |
|      | オーバーハスリ区           | マイリンゲン               |
|      | ザーネン区                 | ザーネン                   |
|      | オーバー・ジンメンタール区 | ツヴァイジンメン           |
|      | ニーダー・ジンメンタール区 | エルレンバッハ             |
|      | トゥーン区                 | トゥーン                   |
|      | ウンターゼーエン区         | ウンターゼーエン           |

## 参考
- スイスの地方行政区画
- ベルン州の行政区画